# اسپوت ران
اسپوت ران (به انگلیسی: Spout Run) رودخانه‌ای است که در ایالات متحده آمریکا جریان دارد.